# Championnat du pays de Galles de football 2005-2006
Navigation
Édition précédente Édition suivante
La 14e édition du championnat du pays de Galles de football est remportée par le TNS Llansantffraid. C’est le deuxième titre de champion du club, le deuxième consécutif. TNS Llansantffraid l’emporte avec 18 points d’avance sur Llanelli AFC. Rhyl Football Club complète le podium.
Le système de promotion/relégation reste en place : descente et montée automatique pour les deux clubs terminant aux dernières places du classement. Cardiff Grange Quins en proie à de grandes difficultés financières se retire du championnat. Comme aucun club de deuxième division n’est en mesure de rejoindre l’élite, Cwmbran Town sauve sa place en première division.

## Les clubs de l'édition 2005-2006
| \| Aberystwyth Town Bangor City Caersws FC Connah's Quay Nomads Cwmbran Town Newtown AFC TNS Llansantffraid Rhyl FC Carmarthen Town Haverfordwest County Cefn Druids Port Talbot Town Caernarfon Town Welshpool Town Porthmadog FC Llanelli AFC Airbus UK Cardiff Grange Quins \| Localisation des clubs engagés dans le championnat. |
| Aberystwyth Town Bangor City Caersws FC Connah's Quay Nomads Cwmbran Town Newtown AFC TNS Llansantffraid Rhyl FC Carmarthen Town Haverfordwest County Cefn Druids Port Talbot Town Caernarfon Town Welshpool Town Porthmadog FC Llanelli AFC Airbus UK Cardiff Grange Quins                                                           |

| Club                                                | Stade                | Capacité | Ville                     |
| --------------------------------------------------- | -------------------- | -------- | ------------------------- |
| Aberystwyth Town Football Club                      | Park Avenue Ground   | 2100     | Aberystwyth               |
| Airbus UK Football Club                             | Airbus UK            | 1000     | Broughton                 |
| Bangor City Football Club                           | Farrar Road          | 1500     | Bangor                    |
| Caernarfon Town Football Club                       | The Oval             | 3000     | Caernarfon                |
| Caersws Football Club                               | -                    | -        | Caersws                   |
| Cardiff Grange Harlequins Association Football Club |                      | -        | Cardiff                   |
| Carmarthen Town Football Club                       | Richmond Park        | 3000     | Carmarthen                |
| Cefn Druids Association Football Club               | Plaskynaston Lane    | 2500     | Wrexham                   |
| Connah's Quay Nomads Football Club                  | Halfway Ground       | 3000     | Connah's Quay             |
| Cwmbran Town Football Club                          | -                    | -        | Cwmbran                   |
| Haverfordwest County Football Club                  | Newbridge Meadow     | 2000     | Haverfordwest             |
| Llanelli Association Football Club                  | Stebonheath Park     | 3700     | Llanelli                  |
| Newtown Association Football Club                   | Latham Park          | 4300     | Newtown                   |
| Porthmadog Football Club                            | Y Traeth             | 4000     | Porthmadog                |
| Port Talbot Town Football Club                      | Victoria Road Ground | 2000     | Port Talbot               |
| Rhyl Football Club                                  | Belle Vue            | 4000     | Rhyl                      |
| Total Network Solutions Football Club               | Recreation Ground    | 2000     | Llansantffraid-ym-Mechain |
| Welshpool Town Football Club                        | Maes Y Dre           | 3000     | Welshpool                 |

## Compétition

### Classement
Le classement est établi sur le barème de points classique (victoire à 3 points, match nul à 1, défaite à 0).
| Rang | Équipe                 | Pts | J  | G  | N  | P  | Bp | Bc  | Diff |
| ---- | ---------------------- | --- | -- | -- | -- | -- | -- | --- | ---- |
| 1    | TNS Llansantffraid T   | 86  | 34 | 27 | 5  | 2  | 87 | 17  | +70  |
| 2    | Llanelli AFC           | 68  | 34 | 21 | 5  | 8  | 64 | 28  | +36  |
| 3    | Rhyl FC                | 64  | 34 | 18 | 10 | 6  | 65 | 30  | +35  |
| 4    | Carmarthen Town        | 57  | 34 | 17 | 6  | 11 | 62 | 42  | +20  |
| 5    | Port Talbot Town       | 56  | 34 | 15 | 11 | 8  | 47 | 30  | +17  |
| 6    | Welshpool Town         | 54  | 34 | 15 | 9  | 10 | 59 | 48  | +11  |
| 7    | Aberystwyth Town       | 52  | 34 | 14 | 10 | 10 | 59 | 48  | +11  |
| 8    | Haverfordwest County   | 50  | 34 | 12 | 14 | 8  | 49 | 36  | +13  |
| 9    | Bangor City            | 45  | 34 | 14 | 3  | 17 | 51 | 54  | -3   |
| 10   | Caersws FC             | 45  | 34 | 11 | 12 | 11 | 44 | 56  | -12  |
| 11   | Porthmadog FC          | 44  | 34 | 12 | 8  | 14 | 57 | 59  | -2   |
| 12   | Connah's Quay Nomads   | 38  | 34 | 9  | 9  | 16 | 48 | 58  | -10  |
| 13   | Caernarfon Town        | 37  | 34 | 9  | 10 | 15 | 47 | 55  | -8   |
| 14   | Newi Cefn Druids       | 32  | 34 | 7  | 11 | 16 | 42 | 58  | -16  |
| 15   | Airbus UK              | 32  | 34 | 8  | 8  | 18 | 35 | 60  | -25  |
| 16   | Newtown AFC            | 31  | 34 | 10 | 6  | 18 | 42 | 61  | -19  |
| 17   | Cwmbran Town           | 19  | 34 | 8  | 8  | 18 | 42 | 73  | -31  |
| 18   | Cardiff Grange Quins P | 15  | 34 | 4  | 4  | 26 | 23 | 110 | -87  |

| Légende : Qualifications et relégations | Légende : Qualifications et relégations                                                       |
| --------------------------------------- | --------------------------------------------------------------------------------------------- |
|                                         | Ligue des champions 2006-2007                                                                 |
|                                         | Coupe de l'UEFA 2006-2007, premier tour préliminaire                                          |
|                                         | Relégation en deuxième division                                                               |
|                                         | (T) : Tenant du titre (C) : Vainqueurs de la Coupe du pays de Galles de football (P) : Promus |

## Bilan de la saison
| Championnat du pays de Galles de football 2005-2006 |                               |
| Champion                                            | TNS Llansantffraid (2e titre) |
| Qualifications continentales                        |                               |
| Ligue des champions 2006-2007                       | Total Network Solutions       |
| Coupe UEFA 2006-2007                                | Rhyl FC                       |
| Coupe UEFA 2006-2007                                | Llanelli AFC                  |
| Promotions et relégations                           |                               |
| Promus en Premier League                            | Aucun                         |
| Relégués en Cymru League                            | Cardiff Grange Quins          |